# Arnold Schneider
Arnold Schneider-Pfrunder (geboren 12. Februar 1920 in Basel; gestorben 18. Oktober 1992 ebenda; heimatberechtigt in Oberdorf und Basel) war ein Schweizer Politiker (FDP). Er war Nationalrat und  Regierungsrat des Kantons Basel-Stadt.

## Leben

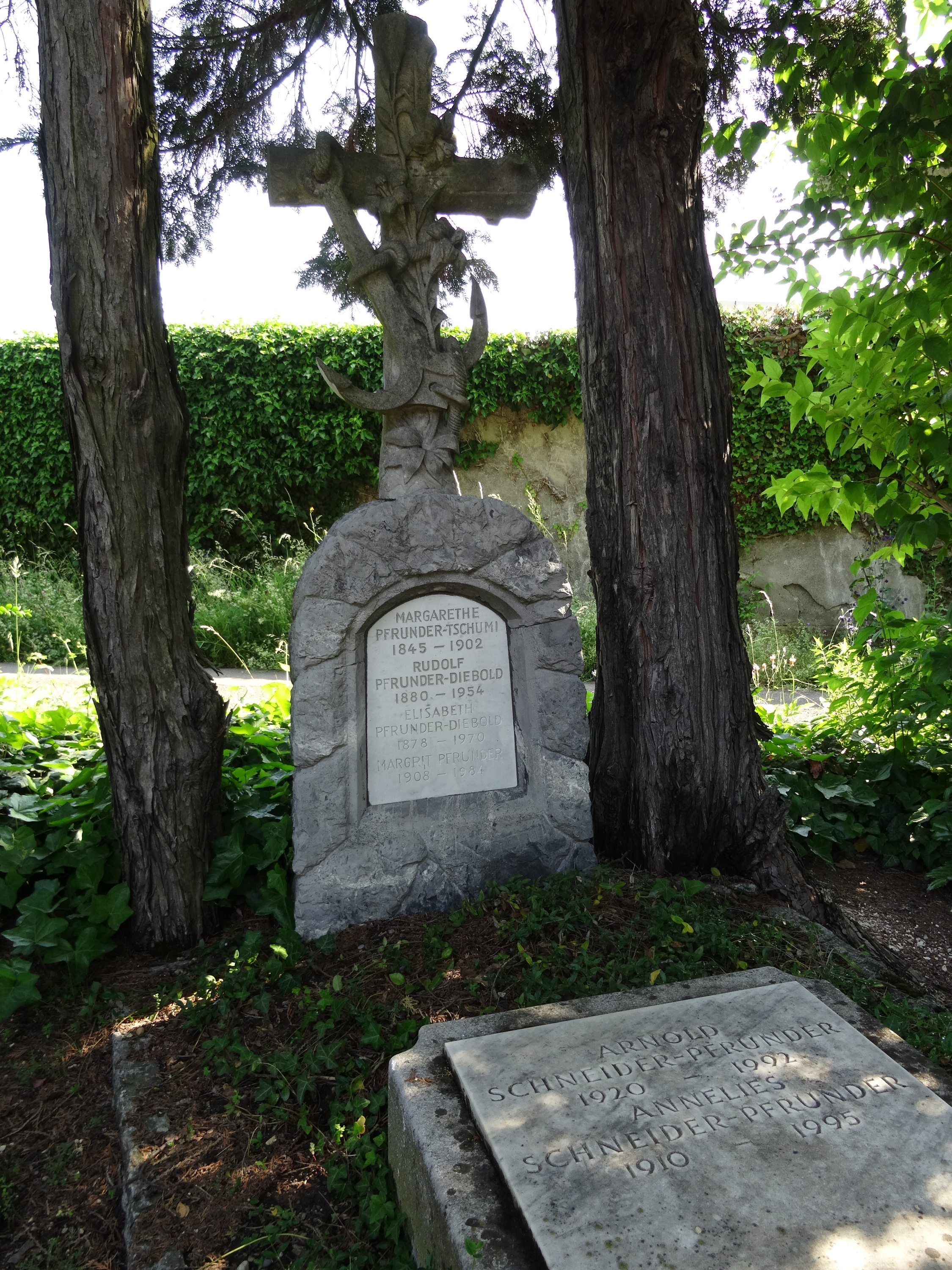
Grab, Wolfgottesacker, Basel

Schneider war der Sohn eines Schneidermeisters. Er besuchte das Humanistische Gymnasium und studierte anschliessend Deutsch, Französisch und Geschichte. Er erhielt 1946 das Lehrerdiplom für die Mittelschule. 1946 wurde er Waisenvater. 1953 wurde er Mitglied des Grossen Rats des Kantons Basel-Stadt.  Von 1966 bis 1984 war er Regierungsrat des Kantons Basel-Stadt. Er stand dem Erziehungsdepartement vor. In seiner Amtszeit konnte Schneider den Kanton Basel-Landschaft mit dem Universitätsvertrag von 1975 in die Finanzierung der Universität Basel einbinden. Zudem konnte er mit der Eröffnung der St. Jakobshalle und des Theaterneubaus 1975 die Sport- und Kulturinfrastruktur ausbauen. 1984 erhielt er die Ehrendoktorwürde der juristischen Fakultät der Universität Basel. Von 1967 bis 1971 war er Mitglied des Nationalrats. Als die Basler FDP bei den Wahlen 1971 einen Sitz einbüsste, verpasste Schneider als Zweitplatzierter der FDP-Liste hinter Alfred Schaller die Wiederwahl – ebenso wie sein Regierungskollege Edmund Wyss (SP).
Arnold Schneider heiratete 1946 Elisabeth Anna (1910–1995), geborene Pfrunder und fand seine letzte Ruhestätte auf dem Wolfgottesacker in Basel.